# Vrachonisís Plateiá
Vrachonisís Plateiá är en ö i Grekland.   Den ligger i regionen Peloponnesos, i den sydöstra delen av landet, 60 km väster om huvudstaden Aten.